# سحلية سافيني ذات الأصابع الجانبية
سحلية Savigny ذات الأصابع الجانبية ( Acanthodactylus savignyi ) هي نوع من السحالي في عائلة Lacertidae. هذا النوع مستوطن في غرب شمال إفريقيا.

## علم أصول الكلمات
كل من الاسم المحدد، savignyi، والاسم الشائع، سحلية Savignyi ذات الأصابع الهامشية، تكريما لعالمة الحيوان الفرنسية Marie Jules César Savigny.

## النطاق الجغرافي
تم العثور على سحليّة سافيني ذات الأصابع الجانبيّة في الجزائر وربما المغرب.

## الموطن
الموائل الطبيعية لسحلية Savignyi هي الشجيرات المعتدلة والنباتات الشجرية من نوع البحر الأبيض المتوسط والشواطئ الرملية.

## التكاثر
سحليّة سافيني ذات الأصابع الجانبيّة هي بويضة.

## حالة الحفظ
سحليّة سافيني ذات الأصابع الجانبيّة مهدد بفقدان الموائل.